# John Letts
John Letts (* 11. Mai 1964 in Houston, Texas) ist ein ehemaliger US-amerikanischer Tennisspieler.

## Leben
Letts studierte an der Stanford University, wo er mit der Mannschaft zweimal die NCAA-Meisterschaft gewann und zweimal in die Bestenauswahl All-American gewählt wurde. Er wurde 1986 Tennisprofi und konnte im gleichen Jahr seinen einzigen Doppeltitel auf der ATP World Tour gewinnen. Bereits im Jahr zuvor hatte er sein erstes Doppelturnier auf der ATP Challenger Tour gewonnen. Im Lauf seiner Karriere gewann er sechs Challenger-Doppeltitel, zudem stand er dreimal im Finale eines ATP-Turniers. In der Einzelkonkurrenz war er weniger erfolgreich, sein bestes Resultat war die Viertelfinalteilnahme beim Challengerturnier 1988 in San Luis Potosí. Seine höchste Notierung in der Tennis-Weltrangliste erreichte er 1988 mit Position 244 im Einzel sowie 1986 mit Position 69 im Doppel.
Sein bestes Einzelergebnis bei einem Grand-Slam-Turnier war das Erreichen der zweiten Runde der Australian Open 1987. In der Doppelkonkurrenz stieß er ebenfalls bei den Australian Open 1986 bis ins Viertelfinale vor.
Letts spielte 1992 sein letztes Turnier auf der Tour.

## Erfolge
| Legende                       |
| Grand Slam                    |
| Tennis Masters Cup            |
| ATP Masters Series            |
| ATP International Series Gold |
| ATP International Series (1)  |
| ATP Challenger Tour (6)       |

### Doppel

#### Turniersiege

##### ATP Tour
| Nr. | Datum           | Turnier  | Belag     | Partner        | Finalgegner                | Ergebnis      |
| --- | --------------- | -------- | --------- | -------------- | -------------------------- | ------------- |
| 1.  | 6. Oktober 1986 | Tel Aviv | Hartplatz | Peter Lundgren | Christo Steyn Danie Visser | 6:3, 3:6, 6:3 |

##### Challenger Tour
| Nr. | Datum             | Turnier         | Belag     | Partner            | Finalgegner                      | Ergebnis      |
| --- | ----------------- | --------------- | --------- | ------------------ | -------------------------------- | ------------- |
| 1.  | 28. Oktober 1985  | Bergen          | Teppich   | George Kalovelonis | Peter Carlsson Johan Carlsson    | 7:5, 6:3      |
| 2.  | 13. April 1987    | San Luis Potosí | Sand      | Rick Rudeen        | Karl Richter Mark Wooldridge     | 6:3, 6:4      |
| 3.  | 25. April 1988    | Nagoya (1)      | Hartplatz | Glenn Layendecker  | Steve Guy David Mustard          | 7:6, 6:3      |
| 4.  | 28. November 1988 | Brest           | Teppich   | Bruce Man Son Hing | Thierry Champion François Errard | 6:3, 6:3      |
| 5.  | 24. April 1989    | Nagoya (2)      | Hartplatz | Bruce Man Son Hing | Ramesh Krishnan Jonathan Canter  | 7:5, 4:6, 6:0 |
| 6.  | 1. Oktober 1990   | Singapur        | Hartplatz | Steve Guy          | Mark Keil Kent Kinnear           | 6:1, 7:5      |

#### Finalteilnahmen
| Nr. | Datum           | Turnier    | Belag     | Partner            | Finalgegner                 | Ergebnis      |
| --- | --------------- | ---------- | --------- | ------------------ | --------------------------- | ------------- |
| 1.  | 15. Januar 1989 | Auckland   | Hartplatz | Bruce Man Son Hing | Steve Guy Shūzō Matsuoka    | 6:7, 6:7      |
| 2.  | 16. April 1989  | Seoul      | Hartplatz | Bruce Man Son Hing | Scott Davis Paul Wekesa     | 2:6, 4:6      |
| 3.  | 6. Januar 1991  | Wellington | Hartplatz | Jaime Oncins       | Luiz Mattar Nicolás Pereira | 6:4, 6:7, 2:6 |